# 아스투리아스 공항

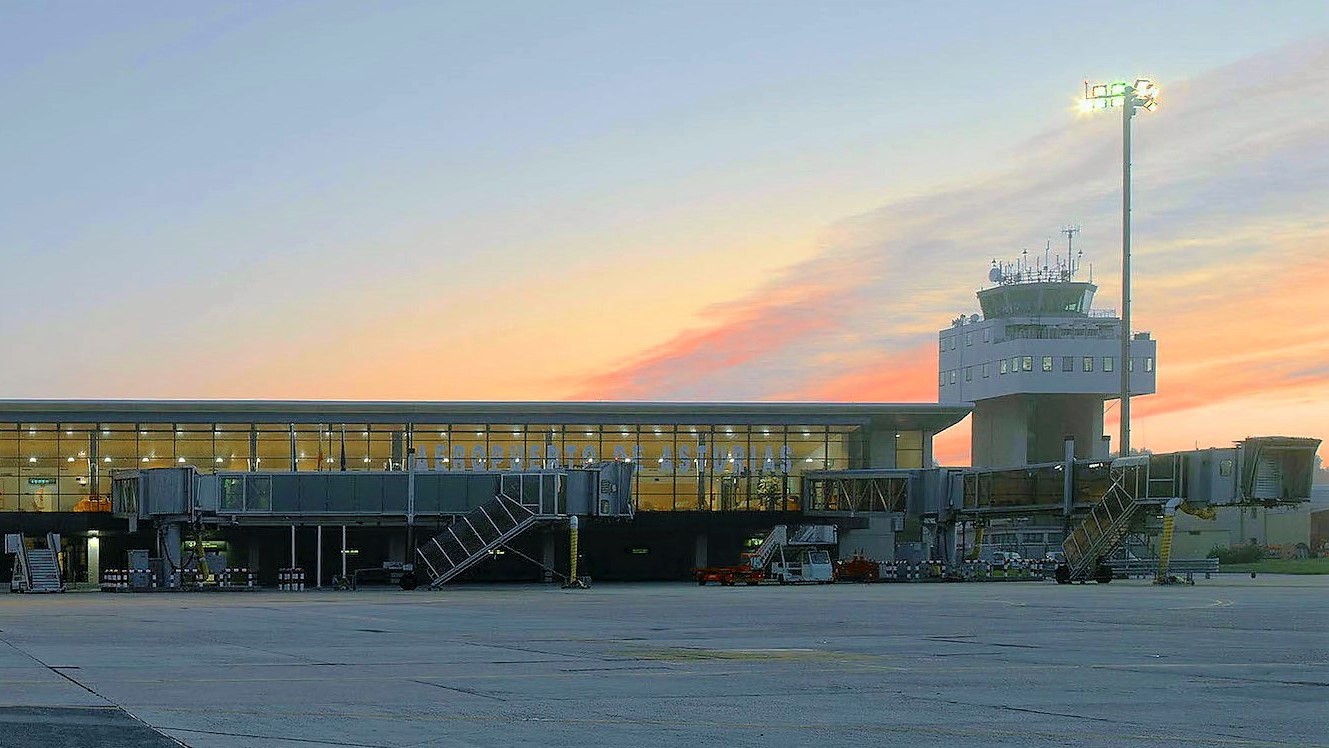

아스투리아스 공항(Asturias Airport, IATA: OVD, ICAO: LEAS)은 스페인 아스투리아스주의 유일한 국제공항이다. 2012년 기준 이용 승객 수는 1,309,640명이다.
1968년 6월 11일 개항했다.